# Axel Lanig
Axel Hans-Ulrich Lanig (* 8. Februar 1944 in Hindelang) ist ein ehemaliger deutscher Skirennläufer. Er ist mehrfacher deutscher Jugendmeister. So gewann er die Jugendmeisterschaft 1960/61 im Slalom, Riesenslalom, Abfahrtslauf und der alpinen Kombination.
Sein Bruder Hanspeter Lanig und seine Schwester Evi Lanig waren ebenfalls zur deutschen Leistungsspitze zählende Skirennläufer.